# باربارا شولتس
باربارا کارولین شولتس (به انگلیسی: Barbara Caroline Scholz) (زاده ۲۹ اوت ۱۹۴۷ – درگذشته ۱۴ مه ۲۰۱۱) فیلسوف علم آمریکایی بود که تمرکز ویژه‌ای بر فلسفه علوم شناختی و زبان‌شناسی داشت. او در دانشگاه تولیدو، دانشگاه کالیفرنیا، سانتا کروز و دانشگاه ایالتی سن‌خوزه تدریس می‌کرد. او در سال‌های ۲۰۰۵ تا ۲۰۰۶ عضو مؤسسه مطالعات پیشرفته ردکلیف در دانشگاه هاروارد بود. او در سال ۱۹۹۴ با زبانشناس جفری کی پولوم ازدواج کرد.